# John Howard (attore 1952)
John Howard (Corowa, 22 ottobre 1952) è un attore australiano.

## Filmografia

### Cinema
- The Club, regia di Bruce Beresford (1980)
- Estremo onore (The Highest Honor), regia di Peter Maxwell e Seiji Maruyama (1982)
- Natale nel bosco (Bush Christmas), regia di Henri Safran (1983)
- Razorback - Oltre l'urlo del demonio (Razorback), regia di Russell Mulcahy (1984)
- Strikebound, regia di Richard Lowenstein (1984)
- Wrong World, regia di Ian Pringle (1985)
- Niel Lynne, regia di David Baker (1985)
- With Time to Kill, regia di James Clayden (1987)
- Around the World in Eighty Ways, regia di Stephen Maclean (1988)
- Un grido nella notte (Evil Angels), regia di Fred Schepisi (1988)
- Einstein Junior (Young Einstein), regia di Yahoo Serious (1988)
- Nella sua pelle (Dating the Enemy), regia di Megan Simpson Huberman (1996)
- Blackrock, regia di Steven Vidler (1997)
- In a Savage Land, regia di Bill Bennett (1999)
- The Man Who Sued God, regia di Mark Joffe (2001)
- Japanese Story, regia di Sue Brooks (2003)
- Take Away, regia di Marc Gracie (2003)
- A Man's Gotta Do, regia di Chris Kennedy (2004)
- Jindabyne, regia di Ray Lawrence (2006)
- Any Questions for Ben?, regia di Rob Sitch (2012)
- Twisted Minds, regia di James Pentecost (2014)
- Mad Max: Fury Road, regia di George Miller (2015)
- Last Cab to Darwin, regia di Jeremy Sims (2015)
- UNindian, regia di Anupam Sharma (2015)
- The Merger, regia di Mark Grentell (2018)
- Furiosa: A Mad Max Saga, regia di George Miller (2024)

### Televisione
- Young Ramsay – serie TV, episodi 2x12-2x13 (1980)
- Water Under the Bridge – miniserie TV, 6 puntate (1980)
- A Town Like Alice – miniserie TV, 3 puntate (1981)
- Bellamy – serie TV, episodio 1x25 (1981)
- Wandin Valley – serie TV, 6 episodi (1982-1989)
- Silent Reach – miniserie TV, 2 puntate (1983)
- Heart of the High Country – miniserie TV, 6 puntate (1985)
- Studio 86 – serie TV, episodio 1x01 (1986)
- Richmond Hill – serial TV (1988)
- Dottori con le ali (The Flying Doctors) – serie TV, episodio 8x10 (1991)
- La ragazza del futuro (The Girl From Tomorrow) – serie TV, 11 episodi (1991)
- La ragazza del futuro (The Girl from Tomorrow Part II: Tomorrow's End) – serie TV, 12 episodi (1993)
- Joh's Jury, regia di Ken Cameron – film TV (1993)
- Blue Heelers - Poliziotti con il cuore (Blue Heelers) – serie TV, episodio 2x05 (1995)
- G.P. – serie TV, episodio 7x11 (1995)
- Singapore Slings: Old Flames, regia di Michael Carson – film TV (1995)
- Wildside – serie TV, 4 episodi (1997-1998)
- Children's Hospital – serie TV, episodio 1x11 (1998)
- SeaChange – serie TV, 47 episodi (1998-2019)
- State Coroner – serie TV, episodio 2x07 (1998)
- Pacific Blue – serie TV, episodio 4x11 (1998)
- Never Tell Me Never, regia di David Elfick – film TV (1998)
- Heartbreak High – serie TV, episodio 7x16 (1999)
- Water Rats – serie TV, episodi 4x31-4x32 (1999)
- All Saints – serie TV, 232 episodi (2001-2009)
- Always Greener – serie TV, 50 episodi (2001-2003)
- The Games – serie TV, episodio 2x03 (2001)
- Stingers – serie TV, episodio 4x06 (2001)
- Changi – miniserie TV, 1 puntata (2001)
- The Road from Coorain, regia di Brendan Maher – film TV (2002)
- Jessica, regia di Peter Andrikidis – film TV (2004)
- Packed to the Rafters – serie TV, 17 episodi (2010-2012)
- City Homicide – serie TV, 5 episodi (2011)
- Janet King – serie TV, episodi 1x01-1x04 (2014)
- The Warriors – serie TV, 8 episodi (2017)

## Doppiatori italiani
Nelle versioni in italiano delle opere in cui ha recitato, John Howard è stato doppiato da:
- Maurizio Fardo in Un grido nella notte
- Angelo Nicotra in Japanese Story
- Enzo Avolio in Mad Max: Fury Road
- Edoardo Siravo in Furiosa: A Mad Max Saga